# Hayat Lambarki
Hayat Lambarki (arab. حياة لمباركي; ur. 18 maja 1988 w Sali) – marokańska lekkoatletka specjalizująca się w biegu na 400 metrów przez płotki.
W 2005 zajęła 8. miejsce na mistrzostwach świata juniorów młodszych, a rok później zdobyła srebro afrykańskich mistrzostw juniorów. W 2009 stanęła na najwyższym stopniu podium igrzysk frankofońskich w Bejrucie. Mistrzyni Afryki z Nairobi (2010). Rok później zdobyła złote medale podczas mistrzostw i igrzysk panarabskich. W 2012 sięgnęła po srebro mistrzostw Afryki oraz bez powodzenia startowała na igrzyskach olimpijskich. Złota medalistka igrzysk śródziemnomorskich (2013). W tym samym roku stanęła na najwyższym stopniu podium igrzysk frankofońskich oraz igrzysk solidarności islamskiej.
Wielokrotna złota medalistka mistrzostw Maroka.
Okazjonalnie startuje w biegach sztafetowych. 14 września 2013 w Nicei marokańska sztafeta 4 × 400 metrów z Lambarki w składzie ustanowiła czasem 3:37,48 aktualny rekord kraju w tej konkurencji.
Rekord życiowy: 55,27 (27 czerwca 2013, Mersin) wynik ten jest aktualnym rekordem Maroka.

## Osiągnięcia
| Rok  | Impreza                               | Miejsce        | Lokata     | Wynik   |
| ---- | ------------------------------------- | -------------- | ---------- | ------- |
| 2005 | Mistrzostwa świata juniorów młodszych | Marrakesz      | 8. miejsce | 61,76   |
| 2005 | Igrzyska frankofońskie                | Niamey         | 8. miejsce | 62,33   |
| 2006 | Mistrzostwa świata juniorów           | Pekin          | eliminacje | 63,54   |
| 2007 | Mistrzostwa Afryki juniorów           | Wagadugu       | 2. miejsce | 59,10   |
| 2009 | Igrzyska śródziemnomorskie            | Pescara        | 5. miejsce | 57,75   |
| 2009 | Igrzyska frankofońskie                | Bejrut         | 1. miejsce | 58,40   |
| 2009 | Mistrzostwa panarabskie               | Damaszek       | 1. miejsce | 57,27   |
| 2010 | Mistrzostwa Afryki                    | Nairobi        | 1. miejsce | 55,96   |
| 2010 | Puchar interkontynentalny             | Split          | 7. miejsce | 59,03   |
| 2011 | Mistrzostwa panarabskie               | Al-Ajn         | 1. miejsce | 57,79   |
| 2011 | Igrzyska panarabskie                  | Doha           | 1. miejsce | 56,72   |
| 2012 | Mistrzostwa Afryki                    | Porto-Novo     | 2. miejsce | 55,41   |
| 2012 | Igrzyska olimpijskie                  | Londyn         | półfinał   | 56,18   |
| 2013 | Mistrzostwa panarabskie               | Doha           | 1. miejsce | 57,79   |
| 2013 | Igrzyska śródziemnomorskie            | Mersin         | 1. miejsce | 55,27   |
| 2013 | Mistrzostwa świata                    | Moskwa         | eliminacje | 58,00   |
| 2013 | Igrzyska frankofońskie                | Nicea          | 1. miejsce | 57,22   |
| 2013 | Igrzyska solidarności islamskiej      | Palembang      | 1. miejsce | 57,92   |
| 2014 | Mistrzostwa Afryki                    | Marrakesz      | 4. miejsce | 55,93   |
| 2015 | Mistrzostwa panarabskie               | Manama         | 3. miejsce | 57,05   |
| 2015 | Mistrzostwa świata                    | Pekin          | eliminacje | 58,05   |
| 2016 | Igrzyska olimpijskie                  | Rio de Janeiro | eliminacje | 1:00,83 |
| 2017 | Igrzyska solidarności islamskiej      | Baku           | 6. miejsce | 58,77   |